# Андроник Дука
Андроник Дука (на старогръцки: Ἀνδρόνικος Δούκας, Andronikos Doukas, на латински: Andronicus Ducas; * ок. 1057, † сл. 1081) от византийската династия Дука, е византийски съимператор от от 1068 до 1078 г.

## Биография
Андроник е трети син на император Константин X Дука († 1067) и втората му съпруга Евдокия Макремволитиса († 1096). Брат е на по-големия Михаил VII Дука и по-малкия Константий Дука.
Негов учител е Михаил Псел, който в една своя монодия хвали сръчността, с която Андроник се отличавал в ездата и лова. Освен това са запазени и някои съчинения, посветени специално на образованието на Андроник Дука – за него Михаил Псел съчинява кратък трактат по геометрия, а Йоан Итал – две философски есета, едното от които е посветено на диалектиката, а другото – на един от Омировите пасажи за сънищата.
Въпреки ласкавите думи за него, изказани от Псел, Андроник е бил безинтересна и неотличаваща се с нищо личност, която не успявала да създаде впечатление за осезаемо присъствие дори в собственото си обкръжение. Личността му се оказва недостатъчно интересна за източниците, в които за него се споменава рядко, някак случайно или по необходимост. Изглежда личностните качества на Андроник стават причина роднините му да го държат настрана от управлението. Така, въпреки че прекарва по-голяма част от живота си съвсем близо до политическите върхове, третият син на Константин X изпълнява незначителна роля в политическия и военния живот на империята. Той например единствен от синовете на Константин X не получава съимператорска корона от баща си и не взима никакво участие като младши съимператор в самостоятелното регентство на Евдокия Макремволитиса след смъртта на стария император.
През 1068 г. майката на Андроник се омъжва за генерал Роман IV Диоген, който веднага е обявен за съимператор и съсредоточава властта в ръцете си. Именно при Роман IV Андроник Дука е поставен на равни нога с братята си, тъй като от него Андроник получава съимператорско звание. Но това Диоген не прави без умисъл – през 1068 г. той води Андроник със себе си на поход в Мала Азия, за да го държи като заложник срещу евентуални зловредни действия от страна на роднините му, останали в Константинопол.
Андроник Дука запазва титлата си и при управлението на брат си Михаил VII. Изглежда по негово време Андроник дори получава по-голямо старшинство по ранг за сметка на по-малкия си брат Константий, към когото Михаил VII нямал толкова добро отношение.
Андронин Дука умира млад, някъде след 1081 г. Неговата съпруга, неизвестна по име жена, умира скоро след него.